# Rezervația Boholt
Rezervația Boholt este o arie protejată de interes național ce corespunde categoriei a IV-a IUCN (rezervație naturală, tip mixt) situată pe teritoriul satului Boholt, comuna Șoimuș în județul Hunedoara.
Rezervația Boholt cu o suprafață de 1 ha, a fost declarată inițial pentru protecția izvoarelor de apă minerală din zonă, urmând ca apoi, obiectul protecției să se restrângă la un sector de chei de pe Valea Teiului, cu aspect de canion, mărginit de vegetație forestieră în asociere cu specii vegetale termofile, dezvoltate pe calcare. Are statut de arie protejată din anul 1995.